# Corteggiamento gentile
Corteggiamento gentile è un dipinto di Willem Buytewech.
Rappresenta quattro figure vestite in abiti eleganti e resi in modo virtuosistico: l'uomo e la donna sulla destra sembrano ormai una coppia, mentre l'uomo e la donna seduti sulla sinistra sono ancora alla fase del corteggiamento.
La grata sulla finestra e la fontana fanno comprendere che la scena si svolge in un esterno, cortile o terrazza.
Come in altri dipinti di genere di quest'artista, si possono notare a terra alcuni oggetti, come armi e rose sulla sinistra (vicino alla coppia ancora in corteggiamento) e i guanti sulla destra (presso la coppia già formata), e un cane.
Il dipinto era stato precedentemente considerato, all'inizio del XX secolo, opera di Frans o di Dirck Hals, ma la somiglianza con disegni di Buytewech hanno permesso la sua riattribuzione all'autore.